# Ecografia 3D

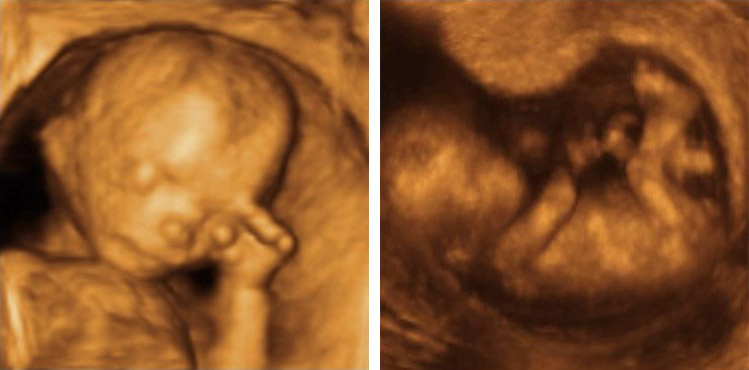
Ecografía 3D d'un fetus de 12 setmanes

Una ecografia 3D és una tècnica d'ecografia mèdica, que s'utilitza sovint en aplicacions fetals, cardíaques, trans-rectals i intravasculars. L'ecografia 3D es refereix específicament a la representació del volum de les dades d'ultrasons. Quan es tracta d'una sèrie de volums 3D recollits al llarg del temps, també es pot anomenar ecografia 4D (les 3 dimensions espacials més la quarta del temps) o ecografia 3D en temps real.
Hi ha diferents maneres d'escaneig en ecografia mèdica. La manera de diagnòstic estàndard és l'escaneig en 2D. En l'escaneig 3D en comptes d'emetre's ones d'ultrasò en línia recta, aquestes s'envien en diferents angles. Els ressons que reboten són processats per un sofisticat programa de computadora, produint una imatge que mostra les superfícies d'òrgans, d'un fetus, etc., molt semblada a la manera en què la màquina de tomografia computada construeix una imatge amb múltiples preses de raigs X. Els ultrasons 3D permeten veure l'ample, l'alt i la profunditat de les imatges de la mateixa manera que una pel·lícula 3-D, però no es mostra moviment.
L'ecografia 3D va ser desenvolupada primer per Domenica Padilla i Stephen Smith a la Universitat de Duke el 1987.

## Aplicacions

### Obstetrícia
És una imatge que s'obté per ecografia d'un fetus. La imatge s'ofereix en tres dimensions i a temps real, de manera que permet l'obtenció d'una imatge real i amb més qualitat que abans (oblidant-nos de la tradicional imatge borrosa en dues dimensions). Permet veure les faccions, la forma de totes les parts del cos i el que fa en aquell precís moment.
Tota embarassada ha de tenir clar que l'ecografia 4D no és un nou mitjà de diagnòstic, sinó que serveix per veure algun altre detall i afinar algun aspecte en concret.
L'ús clínic d'aquesta tecnologia es una àrea d'intensa activitat en investigació, especialment en l'escaneig d'anomalies del fetus. L'ecografia 3D ens permet veure si el nadó té problemes de pell, com el llavi leporí o la fissura palatina. En oferir volum permet conèixer les dimensions dels òrgans i també el que ocupa en el cos. L'ecografia 4D es pot realitzar en qualsevol moment de l'embaràs.